# Totonero
Totonero 1980 est une affaire de corruption dans le monde du football italien qui a éclaté à la suite du  championnat 1979-1980. Totonero est un terme italien utilisé en journalisme pour décrire la pratique non autorisée de parier sur le sport, en particulier sur les matches de football. Nero est le mot pour « noir » en italien ; on parle donc de « parier au noir ». Le terme de totocalcio se réfère au « pot ».

## Généralités
Le pari à quote fixe (totoscommesse, scommessa étant le mot italien pour « pari ») est autorisé depuis le décret no 174 du 2 juin 1998. Avant le décret, tout pari sportif était strictement interdit en Italie. Depuis le décret, il est légal mais hautement réglementé, l'argent étant à la charge d'agences officielles de l'État donc  soumises à des inspections régulières de la part de la questure.
Une récente décision de la Cour de cassation italienne déclare que les agences de pari étrangères n'ayant pas d'autorisation de l'État italien ne peuvent pas gagner de l'argent avec les paris des gens se trouvant sur le territoire italien.

## Scandale des années 1970-1980 dans lecalcio
La Serie A du football italien connaît un scandale de totonero pendant les années 1970 et 1980.
Il était alors très courant que des footballeurs parient sur le résultat d'un match dans lequel ils jouaient. Ce genre de pari créait évidemment de lourds conflits d'intérêts, parce que le joueur pouvait ne pas jouer de son mieux, de manière à influencer le résultat du match et gagner le plus d'argent possible.
Le phénomène était d'une dimension telle que lors des dénonciations de la part de deux commerçants romains, Trinca et Cruciani, la  magistrature fit arrêter des personnes directement sur les terrains de football. 
Les équipes qui s'adonnaient le plus  au totonero étaient alors le Milan AC, la SS Lazio, ainsi que le Pérouse Calcio.

### Les premières conséquences
Le 25 juillet 1980, le tribunal sportif rend sa décision : Milan AC et Lazio Rome sont rétrogradés en serie B (2e division), Enrico Albertosi (Milan AC) est condamné à quatre ans, Bruno Giordano (Lazio Rome), Carlo Petrini et Giuseppe Savoldi (Bologne) sont suspendus pour trois ans et six mois des terrains de football, Giuseppe Wilson (Lazio Rome) est condamné pour trois ans, Franco Colomba (Bologne) est condamné pour trois mois ; Paolo Rossi rejoint Pérouse Calcio où éclate l'affaire du Totonero. Accusé d'avoir truqué le résultat d'un match, il est condamné à deux ans de suspension de toutes compétitions de football.

### Condamnations intermédiaires
| Club                       | 1979-1980  | 1980-1981 |
| -------------------------- | ---------- | --------- |
| Milan AC                   | −36 points | Serie B   |
| Lazio Rome                 | −25 points | Serie B   |
| US Avellino                | Serie A    | −5 points |
| Bologne FC 1909            | Serie A    | −5 points |
| Pérouse Calcio             | Serie A    | −5 points |
| Palerme                    | Serie B    | −5 points |
| Tarente Football Club 1927 | Serie B    | −5 points |